# Santa Ana (California)
Santa Ana, fundada en 1869, es una ciudad y sede del condado de Orange en el estado estadounidense de California. En 2009 tenía una población de 355 662 habitantes y una densidad poblacional de 5 067,2 personas por km².

## Historia
En 1769, una expedición procedente de la Nueva España del explorador Gaspar de Portolá llega a un valle de la Alta California en donde hoy se ubica la ciudad de Santa Ana y el Condado de Orange. El valle es nombrado «Vallejo de Santa Ana» y años después, en 1776, se establece La Misión San Juan Capistrano por Fray Junípero Serra quien también llega con la expedición de 1769.
Con la expedición de 1769 vienen los soldados José Antonio Yorba y Miguel Nieto quienes años después reciben terrenos dentro del «Vallejo de Santa Ana», cedidos por el gobierno español por su servicio a la corona.
En 1810, José Antonio Yorba recibe su porción de terreno y lo nombra Rancho Santiago de Santa Ana.
Después de la Independencia de México, la Alta California se convirtió en una provincia mexicana, hasta la guerra entre México y Estados Unidos en 1848, con la cual el territorio pasó a formar parte de los Estados Unidos.
En 1869, William Spurgeon adquiere 74,27 hectáreas del Rancho Santiago y establece la ciudad de Santa Ana. La ciudad es elegida como la sede gubernamental del nuevo Condado de Orange que se establece en 1889. En 1901 se construye la Corte del Condado de Orange en Santa Ana, y la ciudad prospera la mayor parte del siglo XX.

## Geografía
Long Beach se encuentra ubicada en las coordenadas 33°44′27″N 117°52′53″O / 33.74083, -117.88139. Según la Oficina del Censo, la ciudad tiene un área total de 71 km² (27,4 mi²), de la cual 70,3 km² (27,1 mi²) es tierra y 0,7 km² (0,3 mi²) (0,95 %) es agua.

## Demografía
Según la Oficina del Censo en 2007 los ingresos medios por hogar en la localidad eran de $43 412, y los ingresos medios por familia eran $41 050. Los hombres tenían unos ingresos medios de $23 342 frente a los $21 637 para las mujeres. La renta per cápita para la localidad era de $12 152. Alrededor del 25,3 % de la población estaban por debajo del umbral de pobreza.

## Educación
El Distrito Escolar Unificado de Santa Ana gestiona escuelas públicas.
En una parte de la Ciudad de Santa Ana, el Distrito Escolar Unificado de Garden Grove gestiona escuelas públicas.

## Ciudades hermanas
- Ciudad Juárez, Chihuahua, México
- Santa Ana, El Salvador
- Acapulco, Guerrero, México[4]
- Tlaltizapán, Morelos, México
- Sahuayo, Michoacán, México[5]

## Personajes famosos
- Dinah Jane, Integrante del grupo Fifth Harmony.
- Drake Bell, actor, cantautor y músico.
- Enjambre, banda de rock mexicana.
- Lindsey Stirling,  violinista, bailarina, artista de performance y compositora.
- Michelle Pfeiffer, nacida en 1958, actriz.

## Galería
|                 |
| Artist Village. |

|                 |
| Old Courthouse. |

|                                         |
| Arma en el Old Courthouse de Santa Ana. |

|                                             |
| Primera iglesia presbiteriana en Santa Ana. |

|                       |
| Grafiti en Santa Ana. |